# Unserer Lieben Frauen (Wedringen)

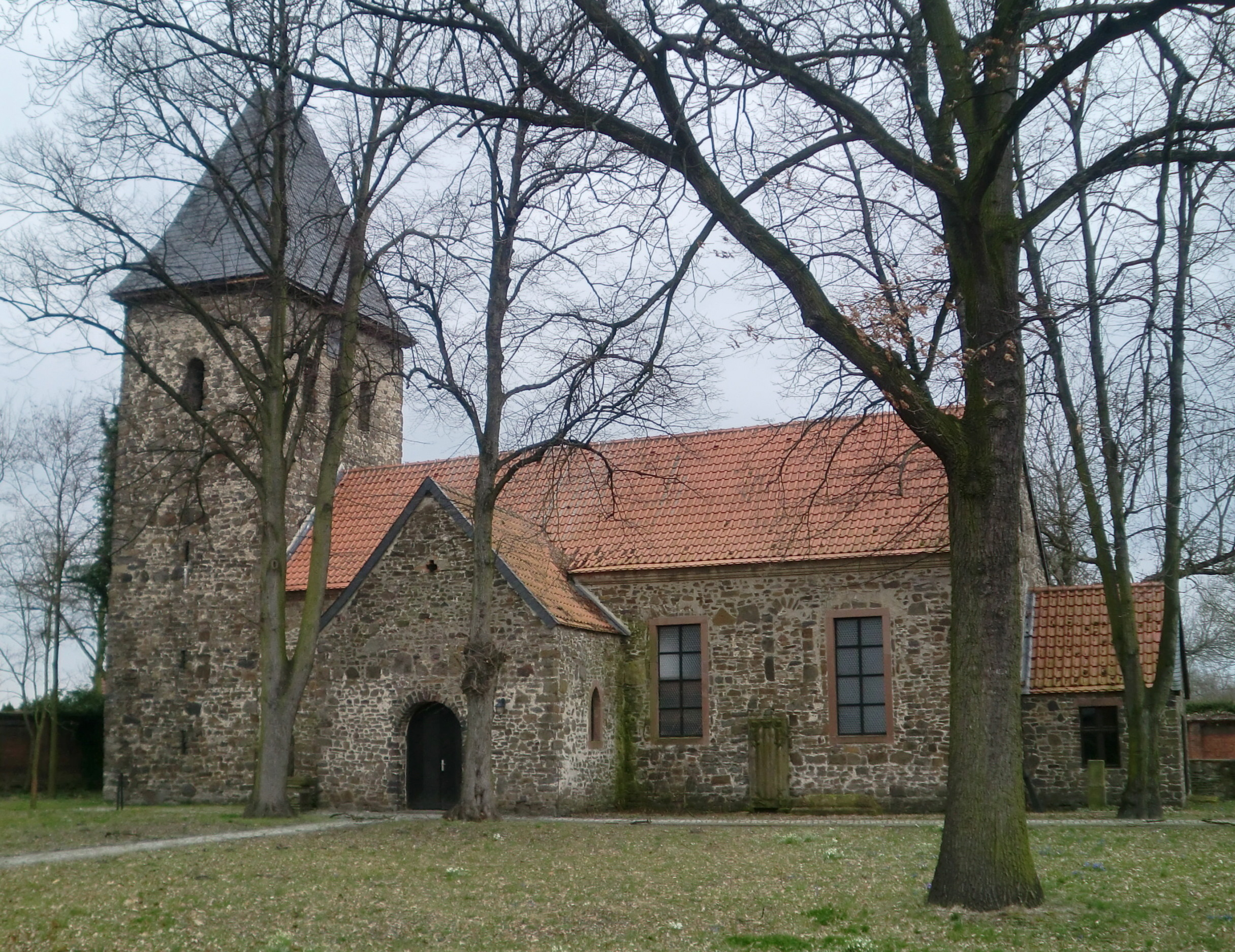
Kirche-Unserer-Lieben-Frauen

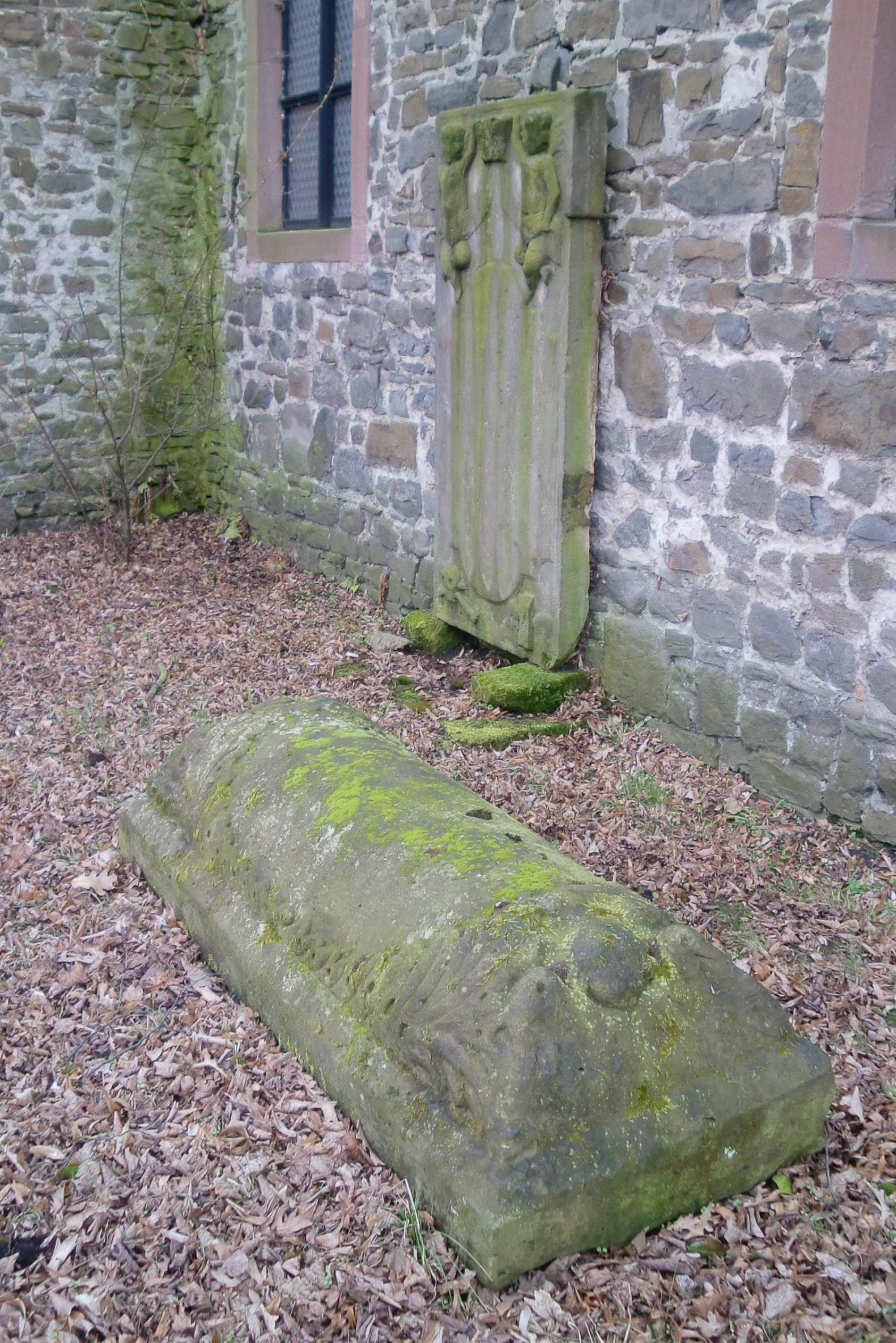
Grabstein und Steinsarkophag an der Südseite der Kirche

Die Kirche Unserer Lieben Frauen, auch als Kirche St. Marien bezeichnet, ist eine evangelische Kirche im zur Stadt Haldensleben gehörenden Dorf Wedringen in Sachsen-Anhalt.

## Architektur und Geschichte
Die Kirche entstand im Wesentlichen in der ersten Hälfte des 13. Jahrhunderts und wurde aus Bruchsteinen errichtet. Der Westteil des Kirchenschiffes ist noch etwa älter. Westlich des Schiffs steht quer zum Schiff der Kirchturm. In der südlichen und nördlichen Wand des Kirchenschiffes sind vermauerte Rundbogenfenster zu erkennen. An der Ostwand des Schiffes befinden sich drei spitze Fenster, wobei das Mittlere durch den 1751 in der Zeit des Barock erfolgten Anbau einer Sakristei verbaut wurde. 1751 erfolgte diverse weitere Umbauten. Vor die Südseite wurde bereits in der Zeit der Gotik eine Vorhalle gebaut. An bzw. vor der südlichen Außenwand des Schiffes befindet sich ein mit einer Inschrift versehener Grabstein sowie ein steinerner Sarkophag. Beide stammen aus der Zeit des 18. Jahrhunderts. Die Kirche befindet sich in einem parkartig angelegten, umfriedeten Kirchhof. Südlich der Kirche befindet sich ein Kriegerdenkmal für die Gefallenen des Ersten Weltkriegs. Eine Restaurierung der Kirche fand 1931 statt.

## Innenraum
Das Innere des Kirchenschiffs wird von einer flachen Decke überspannt. Im 19. Jahrhundert entstand die Hufeisenempore. Der hölzerne Kanzelkorb dürfte aus dem Jahr 1769 stammen und wird von einem in der ersten Hälfte des 19. Jahrhunderts entstandenen, als Krone gestalteten Schalldeckel bekrönt. Die östliche Wand ist als Altarwand im Stil des Barock gestaltet und besitzt seitliche Durchgänge. Der Taufstein im neogotischen Stil hat die Form eines sechseckigen Kelches. Er entstand 1890 und trägt eine auf den Stifter verweisende Inschrift. Jüngeren Datums ist die Orgel. Sie wurde 1932 von der Firma Gebr. Rohlfing aus Osnabrück geschaffen.
Bemerkenswert sind aus dem Zeitraum um 1200 und dem Jahr 1522 stammende Bronzeglocken. Es wird angenommen, dass letztere von Claus Backmester geschaffen wurde. An der westlichen Wand des Kirchenschiffs befindet sich ein Grabstein des 1752 verstorbenen Johann Andreas Oetting.

## Pfarrhaus
Das heutige Pfarrhaus entstand im Jahr 1903. Der große Ziegelbau mit durch Mittelrisalit und Dreiecksgiebel betonter symmetrischer Gestaltung der Fassade steht gleichfalls unter Denkmalschutz.